# Чаухали (подокруг)
Чаухали (бенг. চৌহালি, англ. Chauhali) — подокруг на севере Бангладеш. Входит в состав округа Сираджгандж. Административный центр — город Чаухали. Площадь подокруга — 243,57 км². По данным переписи 1991 года численность населения подокруга составляла 108 459 человек. Плотность населения равнялась 445 чел. на 1 км². Уровень грамотности населения составлял 23,1 %. Религиозный состав: мусульмане — 99,5 %, индуисты — 0,5 %.